# Sächsischer Landespokal der Frauen 2025/26
Der Sächsische Landespokal der Frauen 2025/26 ist die 35. Austragung des Sächsischen Landespokals (Sponsorenname: Sachsenlotto Landespokal der Frauen) der Frauen im Amateurfußball.

Titelverteidigerinnen sind die zweite Mannschaft von RB Leipzig.

## Modus
Der Sächsische Landespokal wird im K.-o.-Modus ausgetragen; im Falle eines Unentschiedens nach 90 Minuten folgen Verlängerung und Elfmeterschießen. Die Paarungen werden vor jeder Runde ausgelost. Heimrecht hat stets die klassentiefere Mannschaft, sonst entscheidet die Reihenfolge der Ziehung bei der Auslosung (die Mannschaft mit Heimrecht kann allerdings zugunsten der anderen Mannschaft auf das Heimrecht verzichten).
Die qualifizierten Mannschaften steigen je nach Ligazugehörigkeit und in Abhängigkeit von der Gesamtzahl der Teilnehmer sowie deren Verteilung auf die Ligastufen gestaffelt in den Wettbewerb ein.

## Großfeld

### Teilnehmende Mannschaften
Der Landespokal der Frauen ist der weibliche Vereinspokal-Wettbewerb innerhalb des sächsischen Verbandsgebietes und dient zugleich der Qualifikation zur 1. Hauptrunde des DFB-Pokal der Frauen. Teilnahmeberechtigt sind alle sächsischen Mannschaften von der Regionalliga bis zur Landesklasse. Zudem steht der Wettbewerb unterklassigen Teams auf Kreisebene offen, die das Spiel auf Großfeld ausprobieren möchten. Interessierte Mannschaften können sich jederzeit für den Sachsenpokal der Frauen melden. Die Auslosung der ersten Pokalrunde findet traditionell im Rahmen der Staffeltagung in der Sommerpause statt.
Die folgende Übersicht listet alle Vereine auf, die sich für den Landespokal gemeldet haben und deren Ligastufenzugehörigkeit (Stand: 21. Juli 2025).
| Regionalliga Nordost 2025/26 (III) | Landesliga Sachsen 2025/26 (IV) | Landesliga Sachsen 2025/26 (IV) |                                                   |
| --- | --- | --- | ------------------------------------------------- |
| 1. FFC Fortuna Dresden RB Leipzig II SV Eintracht Leipzig-Süd | 1. FFC Chemnitz (verzichtete) 1. FFC Fortuna Dresden II Bischofswerdaer FV 08 BSG Chemie Leipzig Chemnitzer FC DFC Westsachsen Zwickau | FC Erzgebirge Aue Roter Stern Leipzig 99 (verzichtete) SG Rotation Leipzig SpVgg. Dresden-Löbtau SSV Stötteritz SV Eiche Reichenbrand |                                                   |
| Landesklasse Sachsen 2025/26 (V) | Landesklasse Sachsen 2025/26 (V) | Landesklasse Sachsen 2025/26 (V) | Kreisteilnehmer 1                                 |
| - Staffel Nord: BSV Schönau 1983 FC Blau-Weiß Leipzig FC Grimma Leipziger FC 07 Radefelder SV Roter Stern Leipzig 99 II (verzichtete) SC DHfK Leipzig SG LVB Leipzig SpG Merkwitz/Luppa SpG Leipzig-Süd II/Liebertwolkwitz/SSV Stötteritz II SV Lindenau 1848 SpG TuS Leutzsch/BSG Chemie Leipzig II ZFC Meuselwitz in Sn. | - Staffel Ost: FSV Lokomotive Dresden Heidenauer SV Post SV Dresden Serkowitzer FSV SG Dynamo Dresden SpG Bischofswerdaer FV II/SV Gnaschwitz-Doberschau SpG NFV Gelb-Weiß Görlitz/SV Gebelzig 1923 SpG Reichenbach/Königshain/Holtendorf SpG Thonberg/Königsbrück-Laußnitz/Elstra SV Johannstadt 90 TSV 1861 Spitzkunnersdorf | - Staffel Süd/West: 1. FC Rodewisch BSG Motor Zschopau Chemnitzer FC II ESV Eintracht Thum-Herold FC Erzgebirge Aue II FSV Motor Marienberg SG Jößnitz SpG Pfaffengrün/Zobes/Greiz SV 1861 Kirchberg SV Eiche Reichenbrand II SV Merkur 06 Oelsnitz SV Waldenburg 1844 | Ebersbrunner SV (Vogtlandklasse – Kreis Vogtland) |

### Ausscheidungsrunde
Am 2. Juli 2025 wurde die Ausscheidungsrunde und die 1. Hauptrunde im Sachsenpokal der Frauen ausgelost.
| Datum      |                                              | Ergebnis          |                                |
| ---------- | -------------------------------------------- | ----------------- | ------------------------------ |
| 17.08.2025 | BSG Motor Zschopau (V)                       | 00:14             | Chemnitzer FC (IV)             |
| 17.08.2025 | FSV Lokomotive Dresden (V)                   | 0:6               | SpVgg. Dresden-Löbtau (IV)     |
| 17.08.2025 | SpG Pfaffengrün/Zobes/Greiz (V)              | Nichtantritt Gast | TSV 1861 Spitzkunnersdorf (V)  |
| 17.08.2025 | SG Dynamo Dresden (V)                        | 5:0               | FC Erzgebirge Aue II (V)       |
| 17.08.2025 | SpG Reichenbach/Königshain/Holtendorf (V)    | 1:3               | SV Lindenau 1848 (V)           |
| 17.08.2025 | SC DHfK Leipzig (V)                          | Nichtantritt Gast | Ebersbrunner SV                |
| 17.08.2025 | 1. FC Rodewisch (V)                          | 0:5               | DFC Westsachsen Zwickau (IV)   |
| 17.08.2025 | SV Johannstadt 90 (V)                        | 00:16             | RB Leipzig II (III)            |
| 17.08.2025 | SV Merkur 06 Oelsnitz (V)                    | 3:2               | 1. FFC Fortuna Dresden II (IV) |
| 17.08.2025 | FC Blau-Weiß Leipzig (V)                     | 0:5               | SV Eiche Reichenbrand (IV)     |
| 17.08.2025 | BSV Schönau 1983 (V)                         | 3:0               | SG Rotation Leipzig (IV)       |
| 17.08.2025 | SpG Merkwitz/Luppa (V)                       | 2:4               | Serkowitzer FSV (V)            |
| 17.08.2025 | FSV Motor Marienberg (V)                     | 1:7               | SG LVB Leipzig (V)             |
| 17.08.2025 | SG Jößnitz (V)                               | 2:1               | SV Waldenburg 1844 (V)         |
| 17.08.2025 | SpG Thonberg/Königsbrück-Laußnitz/Elstra (V) | 1:2               | FC Grimma (V)                  |
| 17.08.2025 | SSV Stötteritz (IV)                          | 0:6               | 1. FFC Fortuna Dresden (III)   |
| 17.08.2025 | SpG TuS Leutzsch/BSG Chemie Leipzig II (V)   | 0:4               | Bischofswerdaer FV (IV)        |

Freilose:
- BSG Chemie Leipzig (IV)
- Chemnitzer FC II (V)
- ESV Eintracht Thum-Herold (V)
- FC Erzgebirge Aue (IV)
- Heidenauer SV (V)
- Leipziger FC 07 (V)
- Post SV Dresden (V)
- Radefelder SV (V)
- SpG NFV Gelb-Weiß Görlitz/SV Gebelzig 1923 (V)
- SpG Bischofswerdaer FV II/SV Gnaschwitz-Doberschau (V)
- SpG Leipzig-Süd II/Liebertwolkwitz/SSV Stötteritz II (V)
- SV 1861 Kirchberg (V)
- SV Eiche Reichenbrand II (V)
- SV Eintracht Leipzig-Süd (III)
- ZFC Meuselwitz in Sn. (V)

### 1. Hauptrunde
| Datum      |                                                        | Ergebnis |                                                          |
| ---------- | ------------------------------------------------------ | -------- | -------------------------------------------------------- |
| 24.08.2025 | DFC Westsachsen Zwickau (IV)                           |          | FC Erzgebirge Aue (IV)                                   |
| 24.08.2025 | Chemnitzer FC II (V)                                   |          | Serkowitzer FSV (V)                                      |
| 24.08.2025 | Heidenauer SV (V)                                      |          | SpG Pfaffengrün/Zobes/Greiz (V)                          |
| 24.08.2025 | SG Dynamo Dresden (V)                                  |          | SV Merkur 06 Oelsnitz (V)                                |
| 24.08.2025 | Radefelder SV (V)                                      |          | 1. FFC Fortuna Dresden (III)                             |
| 24.08.2025 | SpG NFV Gelb-Weiß Görlitz/SV Gebelzig 1923 (V)         |          | SV Eiche Reichenbrand (IV)                               |
| 24.08.2025 | SV Lindenau 1848 (V)                                   |          | SpG Leipzig-Süd II/Liebertwolkwitz/SSV Stötteritz II (V) |
| 24.08.2025 | SG LVB Leipzig (V)                                     |          | Chemnitzer FC (IV)                                       |
| 24.08.2025 | Bischofswerdaer FV (IV)                                |          | SV Eintracht Leipzig-Süd (III)                           |
| 24.08.2025 | SG Jößnitz (V)                                         |          | Post SV Dresden (V)                                      |
| 24.08.2025 | SV 1861 Kirchberg (V)                                  |          | BSG Chemie Leipzig (IV)                                  |
| 24.08.2025 | FC Grimma (V)                                          |          | SC DHfK Leipzig (V)                                      |
| 24.08.2025 | SV Eiche Reichenbrand II (V)                           |          | ESV Eintracht Thum-Herold (V)                            |
| 24.08.2025 | Leipziger FC 07 (V)                                    |          | ZFC Meuselwitz in Sn. (V)                                |
| 24.08.2025 | SpG Bischofswerdaer FV II/SV Gnaschwitz-Doberschau (V) |          | SpVgg. Dresden-Löbtau (IV)                               |
| 24.08.2025 | BSV Schönau 1983 (V)                                   |          | RB Leipzig II (III)                                      |

## Kleinfeld

### Teilnehmende Mannschaften
- FC BSW Lausitz
- FSV Alemannia Geithain
- Höckendorfer FV
- Königswarthaer SV
- SC Eintracht Schkeuditz
- Serkowitzer FSV II
- Serkowitzer FSV III
- SG Gebergrund Goppeln
- SG LVB II
- SG Stahl Schmiedeberg
- SpG Affalter/Aue III
- SpG Bräunsdorf/Bobritzsch
- SpG Dittersbach/Hainichen
- SpG Erlbach/Eichigt
- SpG Löbtau II/Löbtauer Kickers/Dölzschen
- SpG SG Blau-Weiß Obercunnersdorf
- SpG Weißig/Ullersdorf
- SpG Zwenkau/Groitzsch/Pegau
- SSV 1862 Langburkersdorf
- SV Frisch Auf Doberschütz-Mockrehna
- SV Fronberg Schreiersgrün
- SV Grün-Weiß 90 Uhsmannsdorf
- SV Grün-Weiß Hochkirch
- SV Grün-Weiß Wernesgrün
- TSV 1864 Schlettau
- TSV Cossebaude
- TSV Lichtentanne
- TSV Spitzkunnersdorf II
- TuS Falke Rußdorf
- VfL Wildenfels

### 1. Hauptrunde
| Datum      |                                          | Ergebnis |                                  |
| ---------- | ---------------------------------------- | -------- | -------------------------------- |
| 24.08.2025 | SC Eintracht Schkeuditz                  | Spiel 1  | Serkowitzer FSV II               |
| 24.08.2025 | SpG Löbtau II/Löbtauer Kickers/Dölzschen | Spiel 3  | FC BSW Lausitz                   |
| 24.08.2025 | SV Grün-Weiß Hochkirch                   | Spiel 4  | SV Grün-Weiß Wernesgrün          |
| 24.08.2025 | VfL Wildenfels                           | Spiel 5  | FSV Alemannia Geithain           |
| 24.08.2025 | SG LVB II                                | Spiel 6  | SV Grün-Weiß 90 Uhsmannsdorf     |
| 24.08.2025 | SpG Zwenkau/Groitzsch/Pegau              | Spiel 7  | TSV 1864 Schlettau               |
| 24.08.2025 | SpG Erlbach/Eichigt                      | Spiel 8  | SG Stahl Schmiedeberg            |
| 24.08.2025 | TuS Falke Rußdorf                        | Spiel 9  | SV Fronberg Schreiersgrün        |
| 24.08.2025 | SV Frisch Auf Doberschütz-Mockrehna      | Spiel 10 | Höckendorfer FV                  |
| 24.08.2025 | TSV Spitzkunnersdorf II                  | Spiel 11 | TSV Cossebaude                   |
| 24.08.2025 | SpG Bräunsdorf/Bobritzsch                | Spiel 12 | SpG SG Blau-Weiß Obercunnersdorf |
| 24.08.2025 | SpG Dittersbach/Hainichen                | Spiel 13 | Serkowitzer FSV III              |
| 24.08.2025 | SG Gebergrund Goppeln                    | Spiel 14 | Königswarthaer SV                |
| 31.08.2025 | SpG Weißig/Ullersdorf                    | Spiel 2  | SpG Affalter/Aue III             |

Freilos:
- SSV 1862 Langburkersdorf
- TSV Lichtentanne

### Achtelfinale
| Datum      |                          | Ergebnis |                  |
| ---------- | ------------------------ | -------- | ---------------- |
| 28.09.2025 | Sieger Spiel 9           |          | TSV Lichtentanne |
| 28.09.2025 | Sieger Spiel 3           |          | Sieger Spiel 6   |
| 28.09.2025 | Sieger Spiel 12          |          | Sieger Spiel 7   |
| 28.09.2025 | SSV 1862 Langburkersdorf |          | Sieger Spiel 4   |
| 28.09.2025 | Sieger Spiel 13          |          | Sieger Spiel 14  |
| 28.09.2025 | Sieger Spiel 11          |          | Sieger Spiel 1   |
| 28.09.2025 | Sieger Spiel 2           |          | Sieger Spiel 8   |
| 28.09.2025 | Sieger Spiel 10          |          | Sieger Spiel 5   |